# Сплюшка гірська
Сплюшка гірська (Otus spilocephalus) — вид совоподібних птахів родини совових (Strigidae). Мешкає в Гімалаях і Південно-Східній Азії.

## Опис

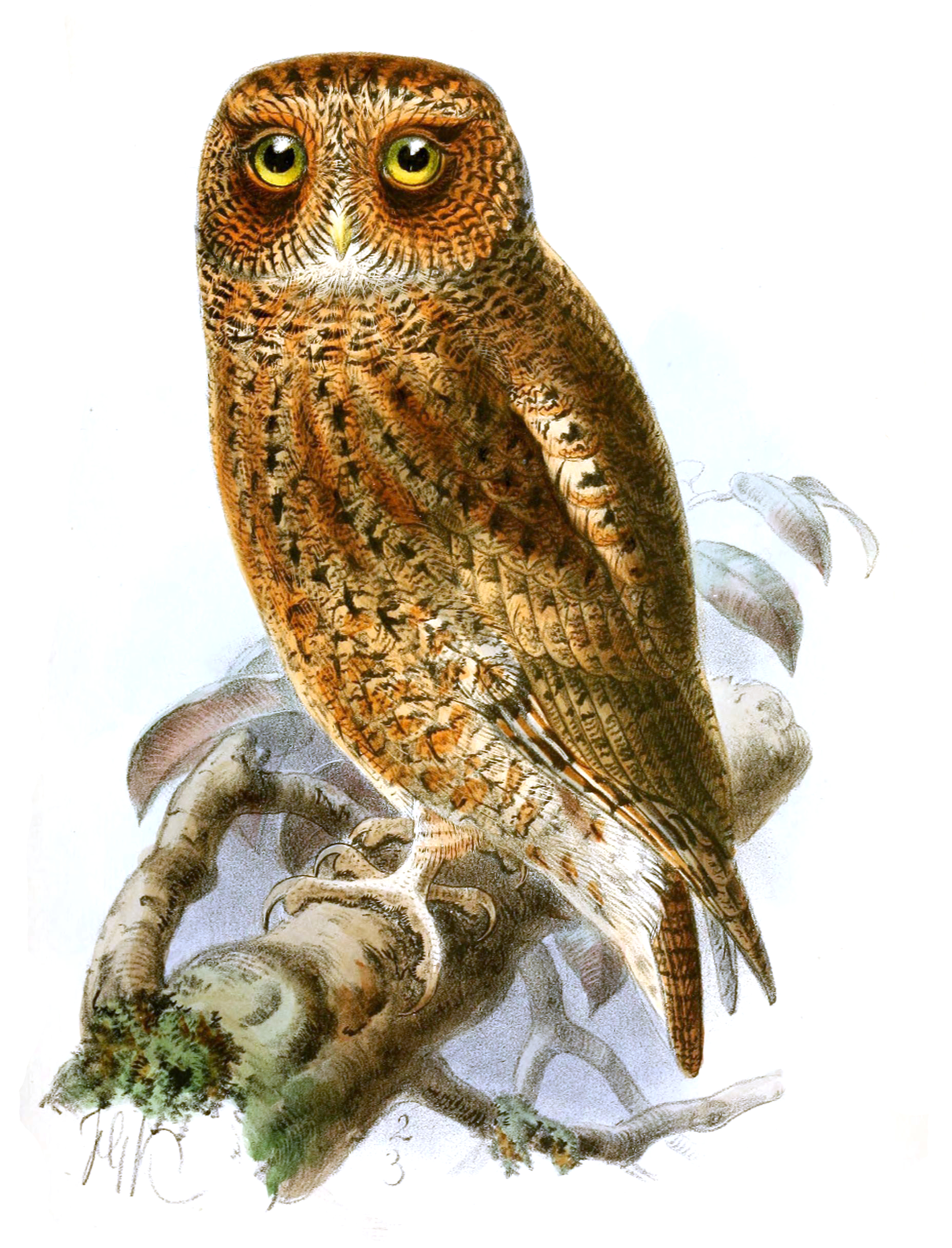
Гірська сплюшка (підвид O. s. luciae)

Довжина птаха становить 17-21 см, вага 50-112 г. Верхня частина тіла рудувато-коричнева або бура, в залежності від підвиду, поцяткована чорними смужками, нижня частина тіла білувата, поцяткована чорно-білими плямками. На плечах помітні білі плями, на голові невеликі пір'яні "вуха". Очі жовті, дзьоб світло-роговий. Голос — чіткі, пронизливі, двоскладові посвисти «піу-піу», які повторюються з інтервалом у 6-12 секунд.

## Підвиди
Виділяють вісім підвидів:
- O. s. huttoni (Hume, 1870) — західні Гімалаї (від північного Пакистану до центрального Непалу);
- O. s. spilocephalus (Blyth, 1846) — Гімалаї (Непал, Сіккім, Бутан, Північно-Східна Індія, північна М'янма);
- O. s. latouchi (Rickett, 1900) — південний схід Китаю, північ Індокитаю, Хайнань;
- O. s. hambroecki (Swinhoe, 1870) — Тайвань;
- O. s. siamensis Robinson & Kloss, 1922 — гори на півдні Таїланду і півдні В'єтнаму;
- O. s. vulpes (Ogilvie-Grant, 1906) — гори на півдні Малайського півострова;
- O. s. vandewateri (Robinson & Kloss, 1916) — гори Барісан на заході Суматри;
- O. s. luciae (Sharpe, 1888) — гори на півночі Калімантану.

## Поширення і екологія
Гірські сплюшки мешкають в Пакистані, Індії, Непалі, Бутані, Бангладеш, М'янмі, Китаї, Таїланді, Лаосі, В'єтнамі, Камбоджі, Малайзії, Індонезії, Брунеї і на Тайвані. Вони живуть у вологих гірських і рівнинних тропічних лісах. на висоті до 2750 м над рівнем моря. Живляться жуками, метеликами та іншими комахами.